# Café Europa
Café Europa, Café d'Europe eller Café Europe var ett kulturellt initiativ från Österrike, under deras ordförandeskap i EU under första halvan av 2006. Initiativet hölls på Europadagen den 9 maj 2006 i 27 kaféer i de 25 EU-medlemsländerna (samt de två dåvarande kandidatländerna: Rumänien och Bulgarien, som båda sedan den 1 januari 2007 är med i EU).

## Sweet Europe
Som en del av initiativet presenterade varje land ett nationellt bakverk. I samband med initiativet uppstod en dispyt mellan EU och baklavaproducenter i Turkiet som hävdade att den äkta baklavan kommer från Turkiet och inte från Cypern.
| Belgien        | Våfflor                         |
| Bulgarien      | Sötris med mjölk (мляко с ориз) |
| Cypern         | Baklava (μπακλαβάς)             |
| Danmark        | Wienerbröd                      |
| Estland        | Kaerahelbeküpsised              |
| Finland        | Semla                           |
| Frankrike      | Madeleinekaka                   |
| Grekland       | Vasilopita (Βασιλόπιτα)         |
| Irland         | Scones                          |
| Italien        | Tiramisù                        |
| Lettland       | Rupjmaizes kartojums            |
| Litauen        | Spettekaka (Šakotis)            |
| Luxemburg      | Apfeltorte                      |
| Malta          | Imqaret                         |
| Nederländerna  | Napoleonbakelse (Tompoucen)     |
| Polen          | Mazurek kajmakowy               |
| Portugal       | Pastel de nata                  |
| Rumänien       | Cozonac                         |
| Slovakien      | Valnötsstrudel (orechovy zavin) |
| Slovenien      | Prekmurska gibanica             |
| Spanien        | Tarta de Santiago               |
| Storbritannien | Shortbread                      |
| Sverige        | Kanelbulle                      |
| Tjeckien       | Kolach                          |
| Tyskland       | Streuselkuchen                  |
| Ungern         | Dobos Torta                     |
| Österrike      | Gugelhupf                       |